# Mirta Díaz-Balart
Mirta Francisca de la Caridad Díaz-Balart y Gutiérrez (Havana, 30 de setembro de 1928 – Madrid, 6 de julho de 2024) foi a primeira esposa de Fidel Castro, filha de Rafael José Díaz-Balart, um proeminente político cubano e prefeito da cidade de Banes, e sua esposa América Gutiérrez. Era estudante de Filosofia na Universidade de Havana, quando Fidel se casou com ela.
Casaram-se em 11 de outubro de 1948, passando lua de mel em Miami e divorciaram-se sete anos mais tarde (enquanto Castro estava no exílio) em 1955. Tiveram um filho, Fidel Ángel "Fidelito" Castro Díaz-Balart, nascido em Havana em 1 de setembro de 1949 e falecido na mesma cidade em 1º de fevereiro de 2018.
Mirta casou-se posteriormente com Dr. Emilio Núñez Blanco, filho de um ex-embaixador de Cuba na ONU, Emilio Núñez Portuondo.
Díaz-Balart viveu na Espanha com sua família depois de 1959; Mirta foi privada por muitos anos da companhia de seu filho, que estudou em Cuba e na União Soviética.
Mirta Díaz-Balart foi tia do anticastrista e atual representante estadunidense do Partido Republicano Mario Diaz-Balart e seu irmão, o ex-congressista dos Estados Unidos, Lincoln Diaz-Balart; e, irmã do pintor Waldo Diaz-Balart e do falecido Rafael Diaz-Balart. Possui duas filhas de seu segundo marido, Mirta e América Silvia Núñez Díaz-Balart, ambas residentes na Espanha com suas famílias.

## Morte
Mirta morreu no dia 6 de julho de 2024, aos 95 anos.